# A4

Співвідношення аркуша формату A4 та аркушів серії A інших розмірів

A4 — формат паперу, визначений стандартом ISO 216, заснований на метричній системі вимірювання. Його розміри — 210 × 297 мм, діагональ — 364 мм. Площа аркуша формату A4 приблизно = 1/16 м².
Аркуш формату A4 отриманий шляхом послідовного чотириразового поділу навпіл аркуша формату A0, що має площу приблизно 1 м² : А0:2=А1, A1:2=А2, А2:2=А3, А3:2=А4. У свою чергу, при розподілі навпіл аркуша A4 вийде два аркуші формату A5, при цьому дотримується подібність форм аркуша та його половини, а співвідношення сторін дорівнює 1: √2 (Співвідношення Ліхтенберга). Чисельно розміри 297 мм і 210 мм кратні чисельнику та знаменнику раціонального наближення до значення √2 : 99/70 ≈ 1,4142857. Похибка вбирається у 1/10000, попри невеликий знаменник.
Формат A4 дуже широко використовується для документації, креслень, листів, журналів, бланків, витратних матеріалів для принтерів та копіювальної техніки.

## Історія виникнення
Ще на початку ХХ століття єдиних розмірів для ділових паперів та конструкторської документації в Європі взагалі не існувало. Кожна паперова фабрика випускала аркуші свого формату.
Пропорції прямокутного листа також вибиралися різними. «Золотий перетин» 1:1,618, який так любили архітектори та живописці Відродження, виявилося зовсім не підходящим у поліграфії та книговидавництві. При складанні такого аркуша вдвічі пропорції сторінки, що отримується, змінювалися і ставали незручними для роботи.

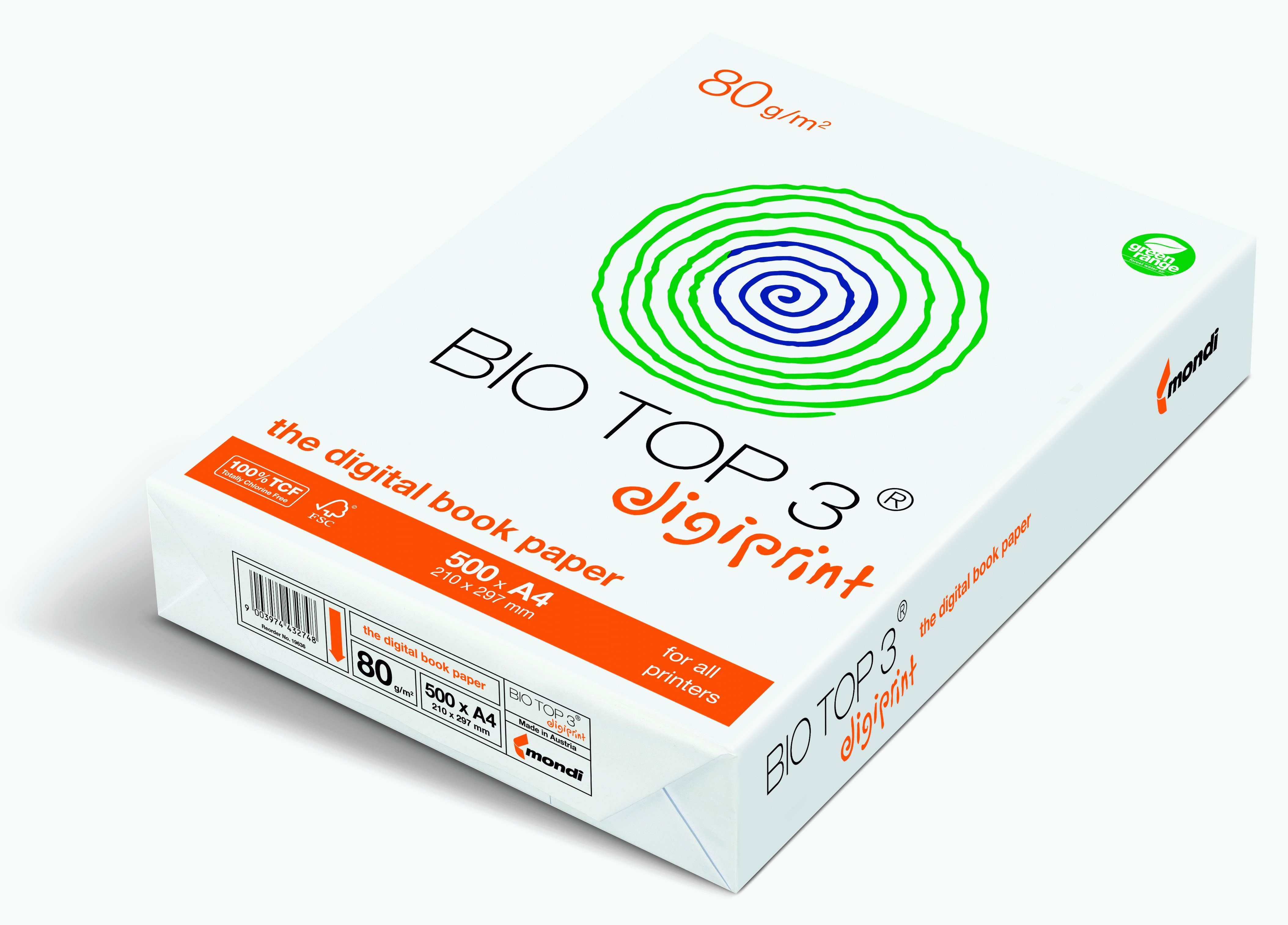
Стандартна пачка паперу формату А4

Найбільш підходящими для практичних потреб виявилися інші пропорції: лист, сторони якого ставилися, як одиниця до квадратного кореня з двох, при складанні навпіл давав прямокутник із тим самим співвідношенням. Інакше кажучи, він був подібний до початкового. Одна з переваг: при ксерокопіюванні (раніше - фотокопіюванні) та зміні масштабу пропорції зображення не змінювалися.
Доктор наук Вальтер Порстманн, німецький інженер, математик і теоретик стандартизації в промисловості, один із творців німецької системи DIN, запропонував стандартизувати розміри паперу, взявши за основу аркуш із співвідношенням сторін 1:1,4143 та площею в один квадратний метр.
Проект Комітету з Виробничих стандартів Німеччини було опубліковано 18 серпня 1922 року . Вихідний формат отримав позначення А0. Результати складання його вдвічі — відповідно A1, A2 тощо. Таким чином, формат А4 – це 1/16 частина великого аркуша формату A0.

## Креслюючі формати у СРСР 1960-1968 гг.

Стандарт позначення форматів паперу для креслень згідно з ГОСТ 3450-60.

У радянській креслярській термінології за ГОСТ 3450-60 (тобто 1960-го року) формат А4 був вихідним для всіх інших і називався «формат 11», Формати позначалися двома цифрами, перша з яких вказує кратність однієї сторони формату розміром 297 мм, а друга – кратність іншої сторони формату розміром 210 мм. Формату А3 відповідає формату 12, А2 — 22, А1 — 24. Добуток двох цифр у позначенні формату визначає кількість форматів 11, що міститься в даному форматі. Наприклад, формат 44 з розмірами сторін аркуша 1189×841 мм містить 4×4, тобто 16 форматів 11. Крім цього, таким чином позначені формати паперу, відсутні в серії А, наприклад формат 14 для креслень довгих об'єктів. За ГОСТ 2.301-68 позначення форматів для креслень прийнято відповідно до ISO 216.